# カラフルワールド
「カラフルワールド」は、佐香智久の楽曲で、7枚目のシングル。2013年12月4日にSME Recordsから発売された。前作「バイバイ」から約5ヶ月ぶりのリリースとなる2013年3作目のシングル。通常版初回アニメ仕様は、描き下ろし三方背アニメスリープが付いており、佐香智久がアニメ「メガネブ!」ver.のイラストになっている。

## 収録曲
1. カラフルワールド [5:32]
作詞:Tomohisa Sako、Tomoyuki Ogawa　作曲:Tomoyuki Ogawa　編曲:saku
  - UHFアニメ『メガネブ!』エンディングテーマ
  - tvk『音楽缶』2013年12月度テーマソング
2. 星が綴る物語 [6:10]
作詞:Tomohisa Sako、Tomoyuki Ogawa　作曲:Tomoyuki Ogawa　編曲:sorao mori
3. ウソと真実 [3:58]
作詞・作曲:Tomohisa Sako　編曲:sorao mori
4. カラフルワールド (INSTRUMENTAL)
5. 星が綴る物語 (INSTRUMENTAL)
6. ウソと真実 (INSTRUMENTAL)